# Manolo Gaspar
Manuel Gaspar Haro, dit Manolo Gaspar, est un footballeur espagnol né le 3 février 1981 à Malaga. 
Il jouait au poste d'arrière droit.

## Carrière
- 2001-2004 : Málaga CF (réserve)   Espagne
- 2004-2006 : UD Almería  Espagne
- 2006-2008 : Levante UD  Espagne
- 2008-2011 : Málaga CF  Espagne
- 2011-actuel : FC Cartagena  Espagne[1],[2]

## Palmarès
Néant